# Christoph 51
Christoph 51 ist der Funkrufname eines auf dem Flugplatz Pattonville in Stuttgart eingesetzten Intensivtransport- und Rettungshubschraubers der DRF Luftrettung.

## Geschichte
Seit Juni 1989 war Christoph 51 am Flughafen Stuttgart stationiert. Aufgrund des gestiegenen Flugaufkommens des Verkehrsflughafens und aufgrund der verschärften Sicherheitsauflagen in der Folge der Terroranschläge vom 11. September war die Verlegung des Hubschraubers notwendig geworden. Am 1. Oktober 2009 wurde Christoph 51 vom Flughafen Stuttgart auf den Flugplatz Pattonville verlegt. Die neue Station am Flugplatz Pattonville umfasst einen Hubschrauberhangar, ein Personaldienstgebäude mit einem Büro, einer Küche, einem Aufenthaltsraum sowie drei Ruheräume.
Seit 1993 wurde mit einer BK 117 geflogen, zuvor wurden eine Bölkow Bo 105 und eine Bell 206-Long Ranger eingesetzt. 
Seit 2005 wird der ursprünglich als Intensivtransporthubschrauber genutzte Hubschrauber auch als Rettungshubschrauber zu Notfalleinsätzen alarmiert.
Seit dem 25. August 2017 wurde an der Station von Christoph 51 ein Hubschrauber vom Typ Eurocopter EC145 eingesetzt.
Seit 2020 wurde an der Station ein Hubschrauber vom Typ Airbus Helicopters H145 D-2 eingesetzt.
Die Maschine wurde 2021 durch die bundesweit erste Airbus Helicopters H145 D-3 mit Fünfblattrotor (D-HXFA) ersetzt. Vorteile gegenüber der H145 D-2 mit Vierblattrotor sind eine etwas geringere Leermasse, ein gesteigerter Auftrieb sowie ein ruhigeres Flugverhalten. Die Maschine bietet damit bei gleicher Leistung eine um 150 kg höhere mögliche Nutzlast.
Im November 2022 wurde entschieden, dass Christoph 51 zukünftig rund um die Uhr (24h/Tag) einsatzbereit sein soll. Das erforderliche Lärmschutzgutachten wird derzeit erarbeitet.

## Zwischenfälle

### Unfall 2005
Am 28. September 2005 startete Christoph 51 um 11:03 Uhr mit einer Patientin an Bord von der Gerlinger Klinik Schillerhöhe mit dem Ziel Klinikum Großhadern in München. Neben der Patientin waren der Pilot, ein Rettungsassistent und ein Notarzt an Bord. Um 11:15 Uhr kollidierte der Rettungshubschrauber in unwegsamem Gelände bei Weilheim an der Teck in 794 m Höhe mit dem Boßler auf der Schwäbischen Alb, nachdem er nach Zeugenaussagen mehrere Bäume berührt hatte. Der Hubschrauber brannte komplett aus. Die Insassen konnten nur noch tot geborgen werden.

#### Untersuchung der Ursache
Der im August 2007 vorgelegte Bericht der Bundesstelle für Flugunfalluntersuchung (BFU) kommt zu dem Ergebnis, dass der Pilot unter dem Einfluss verschiedener Medikamente stand. Aus diesem Grund habe er vermutlich nicht bemerkt, dass er sich auf Kollisionskurs mit dem gut sichtbaren Hang befand. Die anderen Besatzungsmitglieder konnten die Gefahr nicht bemerken, da sie mit der Betreuung der Patientin beschäftigt waren. Ein technischer Defekt des Hubschraubers wurde ausgeschlossen.

#### Staatsanwaltliche Ermittlungen
Die ermittelnde Staatsanwaltschaft Stuttgart erklärte zwar im Oktober 2005: „Nach dem Ergebnis der gerichtsmedizinischen Untersuchungen kann von einer Störung der Handlungsfähigkeit des Piloten durch Medikamente oder Suchtstoffe nicht ausgegangen werden.“ Im Dezember 2005 nahm sie dann jedoch Ermittlungen wegen fahrlässiger Tötung gegen den Arzt auf, der die Flugtauglichkeit des Piloten bescheinigt hatte.
Zwei toxikologische Gutachten aus dem Jahr 2006 kommen zu dem Ergebnis, „dass der Pilot durch Medikamente, welche zu Ermüdungen führen können, in seiner Flugtauglichkeit beeinträchtigt gewesen sein könnte“.
Das Ermittlungsverfahren wurde am 3. April 2007 eingestellt, da die Unfallursache nicht mit Sicherheit ermittelt werden konnte. Der Pilot habe zwar über einen Zeitraum von einem Jahr ein Medikament eingenommen, das zu Müdigkeit führen kann, aber es konnte nicht bewiesen werden, dass dies unfallursächlich sei. Allerdings machte die BFU deutliche Angaben dazu, welche Umstände sie in ihrem Bericht als wahrscheinlich ursächlich erachtet – darunter fallen der Medikamenteneinfluss und vermutete Stresssymptome.

### Brand 2009
Am 22. Mai 2009 brannte der Hubschrauber im Hangar komplett aus. Bei der Kontrolle einer Sauerstoffflasche während des morgendlichen Checks des Helikopters schoss plötzlich eine Stichflamme hervor, verletzte ein Besatzungsmitglied und setzte den Hubschrauber in Brand.

### Arbeitsunfall 2015
Am Morgen des 5. März 2015 landete Christoph 51 auf dem Dachlandeplatz des Stuttgarter Katharinenhospitals, um einen Patienten für einen Verlegungsflug aufzunehmen. Dabei geriet ein 53-jähriger Krankenhausmitarbeiter in den noch laufenden Heckrotor und wurde tödlich verletzt. Kriminalpolizei und BFU nahmen Ermittlungen auf und gingen von einem Unglücksfall aus; die BFU stellte in ihrem Abschlussbericht kein Fehlverhalten der Besatzung fest, der verunglückte Mitarbeiter sei auch ordnungsgemäß eingewiesen worden und durfte grundsätzlich die Plattform nicht betreten, wenn die Triebwerke noch nicht abgestellt waren oder bis die Besatzung ein eindeutiges Zeichen zur Annäherung gegeben hat. Warum er die Plattform dennoch betreten hatte, während die Triebwerke noch liefen und damit die Gefahr durch Haupt- und Heckrotor noch bestand, konnte nicht geklärt werden.